# Доліоліди
Доліоліди (Doliolidae) — родина сальп ряду барильників (Doliolida).
Відрізняються від асцидій тим, що мають сифон та сифонну чашку клоаки на його кінцях. Планктонні тварини. Воду використовують як засіб пересування. Мають прозоре бочковидне тіло.
На відміну від інших сальп, доліоліди володіють круговою смугою м'язів.

## Роди
Відповідно до Всесвітнього реєстру морських видів, родина включає наступні роди:
- Dolioletta sensu Garstang, 1933
- Doliolina Borgert, 1894
- Dolioloides Garstang, 1933 (?)
- Doliolum Quoy & Gaimard, 1834 (?)